# David Kreuter
David Kreuter (* 21. Februar 1995 in Villach, Kärnten) ist ein österreichischer Eishockeyspieler, der seit 2019 beim EC Kitzbühel in der (zweitklassigen) Alps Hockey League spielt.

## Karriere
David Kreuter spielt seit 2010 beim VSV und wurde 2012 mit der U20-Mannschaft Österreichischer Meister. Nachdem er in der Saison 2014/15 bereits auf zehn Einsätze in der EBEL gekommen war, erhielt er für die Saison 2015/16 einen Einstiegsvertrag, mit dem er je nach Entwicklung zwischen U20 und Kampfmannschaft pendeln kann. Sein erstes Tor in der Liga schoss der Verteidiger am 22. November 2015 im Derby gegen den EC KAC.
Im Juni 2017 wechselte er zum EHC Lustenau in die (zweitklassige) Alps Hockey League, um sich dort weiterzuentwickeln.

## Erfolge
- 2012: Österreichischer Jugendmeister mit dem EC VSV